# إبيار
إبيار إحدى قرى مركز كفر الزيات التابع لمحافظة الغربية بجمهورية مصر العربية. وهي مسقط رأس أسرة الدبلوماسي محمد البرادعي مدير الوكالة الدولية للطاقة الذرية السابق والحاصل على جائزة نوبل للسلام سنة 2005 ورئيس الجمعية الوطنية للتغيير. ومحمد فتحي البرادعي وزير الإسكان ومحافظ دمياط الأسبق، كما ولد بها المؤرخ عبد الرحمن الجبرتي.

## التاريخ
يرجع تاريخ القرية إلى ما قبل الفتح الإسلامي لمصر، حيث كان اسمها القبطى «بيار»، ثم أصبح اسمها «بنى نصر»، زارها الرحالة التركي أوليا جلبي وقال أنها مركز قضاء بولاية المنوفية يتبعها 150 قرية وأنها كانت تضم 3000 دار و3 جوامع و37 مسجد و7 مدارس و3 تكايا و200 دكان. وقد ذكرها علي مبارك في كتابه الخطط التوفيقية باسمها الحالي «أبيار»، حيث قال أنها بلدة قديمة في مديرية الغربية بقسم محلة منوف، وأن بها عدة مساجد وقصور لأثرياء ذكر منهم رجل يدعى «الأمير أحمد بك الشريف»، وأن بها معمل دجاج وأنوال ومصابغ للنيلة، وسوق دائم ذو حوانيت وسوق آخر يقام كل خميس.
كما تحوي القرية كنوزًا كثيرة من الآثار سواء الفرعونية أو الإسلامية أو المسيحية كمسجد «العمري» الذي يرجع إنشاؤه إلي الفتح الإسلامي لمصر، ومسجد «سيدي أحمد البجم» الذي يرجع تاريخه إلي العصر الأيوبي وكنيسة العذراء إحدى الكنائس الأثرية ودير «ماري مينا»، كما اكتشف بها أحجار فرعونية كبيرة. وقد زارها الرحالة ابن بطوطة ووصفها قائلاً «قديمة البناء، أرجة الأرجاء كثيرة المساجد، ذات حسن زائد»، كما ذكرت في خطط المقريزي ومؤلفات الإدريسي. أسس بها مسجد البجم في عام 1231 م وهو أقدم مساجد القرية الباقية وكان ملحق به مدرسة.
كانت القرية قاعدة عمل جزيرة بني نصر وظلت كذلك حتى ألغي العمل في عهد محمد علي وضمت إلى مديرية الغربية، وفي عهد محمد علي أيضا بنيت فيها مدرسة ابتدائية. ذكرت القرية في تعداد 1882 من توابع مركز محلة منوف (طنطا الآن) ثم ذكرت من توابع مركز كفر الزيات في التعددات اللاحقة.

## البنية التحتية
لا تعاني القرية من أزمات في الصرف الصحي أو مياه الشرب، ولكنها تعاني من نقص الخدمات الصحية لضعف التجهيزات الطبية في المستشفي الوحيد الذي يخدم القرية. وبالقرية عدد كبير من المدارس سواء الابتدائية أو الإعدادية أو الثانوية.

## السكان
بلغ عدد سكان إبيار 38,128 نسمة حسب تقدير عام 2018. ويهاجر عدد كبير من أبناء القرية للعمل بالخارج خاصة إيطاليا وفرنسا. يوجد بالقرية أقلية مسيحية تخدمها كنيسة السيدة العذراء التي تقع بوسط القرية وبنيت في القرن التاسع عشر، وكنيسة ماري جرجس التي تقع في المزارع فيها جزء مخصص للخلوات.
| السنة  | 1882 | 1897   | 1907   | 1927   | 1947   | 1960   | 1976   | 1986   | 1996   | 2006   | 2018   |
| ------ | ---- | ------ | ------ | ------ | ------ | ------ | ------ | ------ | ------ | ------ | ------ |
| القرية | 8449 | 10,312 | 11,738 | 12,094 | 12,319 | 14,343 | 17,634 | 21,735 | 24,850 | 28,779 | 38,128 |

## النشاط الاقتصادي
كانت القرية مشهورة قديمًا بصناعة الحرير، حيث ذكر الجبرتى أن حرير إبيار يفوق حرير مصر والشام، واشتهرت كذلك بالحدادة، تشتهر القرية الآن بصناعة الزيوت والصابون.
بالقرية مسجد أحمد البجم الأثري والذي يقع شمال القرية، أنشئ المسجد سنة 1231 في العهد المملوكي ثم هدم وأعيد بنائه في العصر العثماني، المسجد مبني بالطوب المنجور ويحتوي على زخارف متنوعة وخمسة أعمدة جرانيتية و11 عمودا رخاميًا. وفيها مئذنة ومسجد سيدي خليفة التي أنشئت سنة 1895، المئذنة مكونة من قاعدة مربعة فوقها طابق مثمن فوقه خوذة كروية يخرج منها قائم يعلوه هلال. عثر بالقرية على كتل حجرية تعود للعصر المتأخر.